# 東城和実
東城 和実（とうじょう かずみ、1962年11月19日 - ）は、日本の漫画家。広島県出身。血液型はA型。デビュー作は、「とっておきのスプリング」（1983年）。デビュー当初の名義は「宮畑牧子」。
日本SF作家クラブ会員だったが、2023年4月現在は、会員名簿に名前がない。

## 作品リスト

### 漫画
- 月光地帯（1989年3月11日、大陸書房 ホラーハウスコミック）
- 異形の影（1989年6月10日、大陸書房 ホラーハウスコミック）
- 青春のためいき（1989年9月9日、大陸書房 MENUET COMICS）
- MORNING MOON（1989年12月1日、新書館 WINGS COMICS）
- 君が見ていた千の雪（1990年3月6日、大陸書房 MENUET COMICS）
- 禁区（1990年5月14日、大陸書房 MENUET COMICS）
- 若者のモラル（1990年9月5日、大陸書房 MENUET COMICS）
- いつか冷たい夜に（1990年11月24日、大陸書房 MENUET COMICS）
- 死線（1991年7月6日、大陸書房 MENUET COMICS）
- 黒いチューリップシリーズ　 
  - 黒いチューリップ1 津軽海峡冬景色（1992年4月10日、新書館 WINGS COMICS、ISBN 4-403-61275-X） 　　
  - 黒いチューリップ2 恋の奴隷（1993年11月10日、新書館 WINGS COMICS、ISBN 4-403-61330-6）
  - 黒いチューリップ3 明日は咲こう花咲こう（1995年11月15日、新書館 WINGS COMICS、ISBN 4-403-61400-0）
  - 黒いチューリップ4 悲しいほどお天気（1998年1月10日、新書館 WINGS COMICS、）
  - 黒いチューリップ5 天使の誘惑（1998年8月1日、新書館、WINGS COMICS、ISBN 4-403-61551-1）
  - 黒いチューリップ6 愛と死をみつめて（2000年12月1日、新書館、WINGS COMICS、）
- 君は僕の太陽だ1（1993年4月28日、白泉社 JETS COMICS）
- 君は僕の太陽だ2（1994年7月29日、白泉社 JETS COMICS）
- 晴れたらねっ（1998年7月31日、白泉社 JETS COMICS）
- LINK 東城和実短編集（1996年11月16日、スコラ SC）
- 東城和美選集 シリーズ
  - 東城和美選集1 禁区（1994年5月10日、新書館 WINGS COMICS）　
  - 東城和美選集2 青春のためいき（1994年6月10日、新書館 WINGS COMICS）
  - 東城和美選集3 MORNING MOON（1994年7月10日、新書館 WINGS COMICS）
  - 東城和美選集4 若者のモラル（1994年8月10日、新書館 WINGS COMICS）
  - 東城和美選集5 異形の影（1994年9月10日、新書館 WINGS COMICS）
- 元気出してね（1993年12月25日、新書館 WINGS COMICS）
- 無限発光電虫林（1997年8月25日、新書館 WINGS COMICS）
- 人生はいろいろだ（1997年12月22日、集英社 ヤングユーコミックス / コーラスシリーズ）
- いちばんっ!!1（2002年7月24日、幻冬舎 月刊コミックバーズ）
- いちばんっ!!2（2002年、幻冬舎 月刊コミックバーズ）
- ぐるぐるジャングる1（ソニー・マガジンズ）
- ぐるぐるジャングる2（2001年7月28日、ソニー・マガジンズ）
- 赤蝕（2002年2月1日、新書館 WINGS COMICS）
- 見参!! 獅子王丸晶様（2003年12月24日、幻冬舎）
- 秘密のポー（2004年3月1日、新書館）
- フェラーリ乗るのは100年早い

### 画集・その他
- 炎の蜃気楼（原作：桑原水菜 / 画：東城和実）
- 炎の蜃気楼 緋(あか)の残影（1991年3月1日、コバルト文庫、原作：桑原水菜 / 画：東城和実）
- 炎の蜃気楼 イラスト集 愛する者へ（1993年5月25日、原作：桑原水菜 / 画：東城和実）
- 東城和実 POSTCARD COLLECTION（1994年1月10日、コバルト文庫）
- 東城和実画集 1984－1995（新書館）

### CD・カセット
- サクヤ×アヤセシリーズ 標的（1992年3月、ムービック、四谷シモーヌ森岡由宇子 オリジナル脚本 CD カセット）
- 炎の蜃気楼 まほろばの龍神（1992年12月、集英社、桑原水菜 著、コバルト文庫、CD カセット）
- 炎の蜃気楼 断章 最愛のあなたへ（1993年、集英社、桑原水菜 著、コバルト文庫、CD カセット）
- 黒いチューリップ（1992年6月、新書館、CD BOOK）
- 黒いチューリップ 恋の奴隷 試写会!（1994年11月30日、東芝EMI、ドラマCD）
- 君は僕の太陽だ（1994年8月21日、テイチク イメージCD）